# Artilleriregemente
Artilleriregementet är såväl en utbildningsförband inom det svenska artilleriet som ett fältförband - fältartilleriregemente.
Ett fältartilleriregemente bestod i den svenska Försvarsmakten av två eller flera artilleribataljoner. Före 1966 benämndes artilleribataljonen artilleridivision.
Under 1900-talet uppsatte normalt artilleriregementena vardera ett fältartilleriregemente. Denna organisation kom att dubbleras genom 1914 års härordning och återigen genom 1942 års härordning. Inom varje fördelning ingick ett fältartilleriregemente.
Exempel:
Svea artilleriregemente, A 1 organiserade från 1942 fältartilleriregementena A 1 och A 21 om vardera tre artilleridivisioner och ett antal kårartilleridivisioner
- A 1 stab med regementsstabsbatteri med underrättelseenheter
- I. divisionen / A 1
- II. divisionen / A 1
- III. divisionen / A 1

I och med att artilleridivisionerna blev artilleribataljoner 1966 kom de också att ingå i brigaderna organisatoriskt, förutom de artilleribataljoner (före 1966 kårartilleridivioner) som hade till främsta uppgift att förstärka brigadernas artilleribataljoner eller utföra artilleribekämpning. Brigadartilleribataljoner i brigaderna och fördelningsartilleribataljoner direkt under fältartilleriregementet i den aktuella uppgiften. 
För utbildningsförband se Lista över svenska artilleriregementen.